# Скот Бесент
Скот Кенет Хомер Бесент (енгл. Scott Kenneth Homer Bessent; Конвеј, 21. август 1962) је амерички владин званичник, инвеститор и менаџер хеџ фондова, који обавља функцију 79. секретара трезора Сједињених Држава од 2025. године. Пре него што је почео да служи у влади, био је партнер у Сорос фонд менаџменту и оснивач Key Square Group, глобалне макро инвестиционе фирме. Након што је дипломирао на Универзитету Јејл 1984. године, Бесент је започео каријеру у финансијама. Запослио га је Soros Fund Management, да би на крају постао шеф његове лондонске канцеларије. У овој улози, био је водећи члан групе која је успешно искористила кризу фунте 1992. године, генеришући преко милијарду долара профита за фирму. Након што је напустио Соросев фонд, основао је сопствену инвестициону фирму, Key Square Group, 2015. године.
Као главни донатор, прикупљач средстава и економски саветник за председничку кампању Доналда Трампа 2024. године, Бесента је Трамп номиновао за секретара трезора у новембру 2024. године, а Сенат Сједињених Држава га је потврдио 27. јануара 2025. године, гласањем 68–29.
Бесент је други отворено геј мушкарац који служи у кабинету Сједињених Држава (након Пита Бутиџиџа) и пети отворено геј мушкарац који служи на функцији на нивоу кабинета (након Деметриоса Марантиса, Ричарда Гренела, Бутиџиџа и Винса Миконеа). Како је секретар трезора Сједињених Држава пети у линији сукцесије председника Сједињених Држава, он је највише рангирана отворено ЛГБТ особа која је икада служила у савезној влади САД.

## Младост и образовање
Скот Кенет Хомер Бесент је рођен 21. августа 1962. године, као најстарији од троје деце Барбаре (рођене Меклауд) и Хомера Гастона Бесента млађег, агента за некретнине. Он је француског хугенотског порекла.
Бесент је стекао диплому основних студија (BA) из политичких наука на Универзитету Јејл 1984. године. Док је био на факултету, био је уредник часописа Yale Daily News, председник Друштва Wolf's Head Society и благајник генерације 1984. Био је председник Фонда за бивше студенте Јејла 1984. године и помоћник директора за атлетику.

## Каријера инвеститора и менаџера хеџ фондова
Бесент је био на пракси код инвеститора Џима Роџерса. Након дипломирања, радио је у Brown Brothers Harriman, Kynikos Associates (Џим Ченос) и другима. Бесент се придружио Soros Fund Management-у (SFM) 1991. године и био је партнер тамо током 1990-их, да би на крају постао шеф лондонске канцеларије. Године 1992, Бесент је био водећи члан тима чија је опклада на пад британске фунте током Црне среде донела фирми преко милијарду долара. Његова опклада против јапанског јена 2013. године донела је додатни профит.
Након што је поднео оставку у SFM-у 2000. године, Бесент је основао хеџ фонд од милијарду долара. Фонд је затворен 2005. године. Бесент је рекао да је научио да не би требало да мења свој стил или приступ фирме због преференција инвеститора. Такође је био виши инвестициони саветник у фонду фондова Protégé Partners. Бесент се вратио у SFM као главни инвестициони директор од 2011. до 2015. године. Отишао је 2015. године да би основао нову фирму, Key Square Group.
Од 2006. до 2011. године, Бесент је био ванредни професор економске историје на Јејлу, где је предавао три курса.

### Key Square Group
Бесент је основао Key Square Group 2015. године са Мајклом Гермином, који је био глобални шеф тржишта капитала у SFM-у. Key Square користи геополитику и економију за макро инвестиције. Key Square је добио инвестицију од 2 милијарде долара од Џорџа Сороса. Крајем 2017. године, имовина Key Square-а је износила 5,1 милијарду долара. Приноси главног фонда Key Square-а су порасли за 13% у 2016. години, али су опадали или достижу нулу сваке године од 2017. до 2021. године пре него што су остварили значајне добитке у 2021, 2022. и 2023. години. Недоследан успех је уплашио клијенте. Имовина под управљањем је смањена са 5,1 милијарде долара у 2017. на 577 милиона долара у 2023. години, а број институционалних инвеститора је опао са 180 на 20 у истом периоду.
Као део унапред договореног договора, фирма је 2018. године вратила Соросев капитал, док је преузимала и другу имовину. Међу њеним инвеститорима је и аустралијски суверени фонд богатства, Future Fund.
Бесент је најавио да ће прекинути везе са групом као секретар трезора.

## Ранија укључивања у политику
Године 2000, Бесент је био домаћин прикупљања средстава за Ала Гора у свом дому у Ист Хемптону, Њујорк. Такође је донирао Хилари Клинтон и Бараку Обами. Године 2016, Бесент је донирао милион долара инаугурационом одбору Доналда Трампа 2017. године. Године 2023. и 2024. донирао је више од милион долара кампањи Доналда Трампа 2024. године.
У фебруару 2024. године, Бесент је био домаћин прикупљања средстава у Гринвилу, Јужна Каролина, на којем је прикупљено скоро 7 милиона долара за Трампову кампању 2024. године. У априлу 2024. године, био је домаћин прикупљања средстава у Палм Бичу, Флорида, на којем је прикупљено 50 милиона долара за Трампову кампању. У јулу 2024. године, Bloomberg Businessweek је известио да је Бесент био кључни економски саветник Трампа. Предложио је Трампу економски план од три тачке по узору на економску политику „Три стреле“ јапанског премијера Шинза Абеа.

## Секретар трезора САД (2025–тренутно)

### Номинација и потврђивање
Дана 22. новембра 2024. године, новоизабрани председник Трамп је објавио своју намеру да номинује Бесента за секретара трезора Сједињених Држава у својој другој администрацији. Бесент је први отворено геј секретар ратрезо, други отворено геј секретар кабинета извршног одељења кога је потврдио Сенат након Пита Бутиџиџа и пета отворено геј особа која служи на нивоу кабинета, укључујући привремене носиоце функција и функције уздигнуте на ранг кабинета (након Деметриоса Марантиса, Ричарда Гренела, Бутиџега и Винса Миконеа).
Бесент се појавио пред Комитетом за финансије Сената Сједињених Држава 16. јануара 2025. Током саслушања, бранио је планове за увођење царина, подржао продужење смањења пореза и позвао на строжу економску политику према Кини и Русији.
Комитет за финансије Сената Сједињених Држава је 21. јануара 2025. године изнео његову номинацију у Сенат гласањем 16-11. Сенат је гласао 68-29 за одобрење његове номинације 27. јануара.
Током Бесентовог последњег саслушања за потврду 27. јануара, човек који је намеравао да убије Бесента ухапшен је у Капитолу САД. Човек је поседовао више Молотовљевих коктела и нож.

### Ток
Бесент је положио заклетву као 79. секретар трезора пред судијом Врховног суда Бретом Каваноом 28. јануара 2025. године. Дана 31. јануара, Бесент је дао Илону Маску и његовом тиму за ефикасност владе приступ систему плаћања Департмента трезора, који годишње шаље 6 билиона долара у плаћањима од федералних агенција и садржи личне пореске податке милиона Американаца. Дана 3. фебруара 2025. године, Бесент је истовремено именован за вршиоца дужности директора Бироа за финансијску заштиту потрошача, замењујући Зиксту Мартинеза, који је обављао функцију вршиоца дужности директора Бироа за финансијску заштиту потрошача од смењивања Рохита Чопре 1. фебруара. Бесент је одмах наредио агенцији да обустави све радове. Дана 3. фебруара, Бесент и вршилац дужности секретара трговине Сједињених Држава Џереми Пелтер добили су задатак да имплементирају Фонд сувереног богатства Сједињених Држава.
У априлу 2025. године, након што је Трамп најавио широко распрострањене тарифе, Бесент је рекао „свакој земљи“: „не узвраћајте, опустите се, прихватите то, видећемо како ће ићи, јер ће, ако узвратите, доћи до ескалације.“ Акције су тада пале за преко 6 билиона долара, али је Бесент рекао: „Не видим разлог да морамо да узимамо у обзир рецесију“; такође је одбацио идеју да ће Американци одложити пензионисање због забринутости због пада своје пензијске штедње, рекавши да за „Американце који желе да се пензионишу одмах, Американце који годинама штеде на својим штедним рачунима, мислим да не гледају на дневне флуктуације“ акција.

## Погледи
У чланку из 2022. године, у част бившег јапанског премијера Шинза Абеа, Бесент је написао: „Најтрајније достигнуће председника Трампа можда је било то што је пробудио Сједињене Државе и свет пред растућим опасностима од све антагонистичкије Кине. Као одговор, Абеово највеће достигнуће у спољној политици било је искоришћавање овог буђења и развој мултилатералног решења за обуздавање.“
Бесент је похвалио Трампов предлог за увођење широких тарифа. У колумни Фокс њуза из новембра 2024. године, написао је да су „САД отвориле своја тржишта свету, али да је резултирајући економски раст Кине само учврстио моћ деспотског режима“ и тврдио да су тарифе „средство да се коначно заузму Американци“. Бесент је тврдио да су Трампова обећања да ће увести опште тарифе од 20% на сав увоз „била максималистичка позиција која би вероватно била ублажена у разговорима са трговинским партнерима“. У марту 2025. године, усред Трампових претњи да ће увести тарифе Канади и Мексику, Бесент је бранио тарифе, рекавши: „Приступ јефтиној роби није суштина америчког сна.“

### Предлог за председавајућег Фед у сенци
У интервјуу из 2024. године у часопису Barron's, Бесент је предложио алтернативу било ком Трамповом плану за замену председника Федералних резерви Џероума Пауела, који је био да „номинује и тражи потврду Сената за Пауелову замену много више од годину дана пре него што Пауелов мандат истекне у мају 2026. године“. Ово је названо „председник Феда у сенци“, јер би потврђени кандидат могао да предвиди одлуке Феда (смернице за будућност) после маја 2026. године, док садашњи председник Феда доноси одлуке о садашњим политикама Феда. У суштини, план би ослабио способност председника Феда да представи смернице за будућност за већи део 2026. године.
Као што је Бесент описао план 11. октобра 2024. године, емитованом на Блумберг радију:
Ако верујете да су смернице за будућност добре, зашто не можете дати смернице о томе ко ће бити председник Феда. Могли бисте да урадите једну од две ствари: Садашњи председник Феда би могао бити поново именован, тако да сте створили пут тамо. Или би нови кандидат за председника Феда дао смернице након истека рока трајања мандата тренутног председника Феда.
Ед Јардени, председник Yardeni Research-а, рекао је за Barron's да би идеја „створила много буке на тржишту“ и створила ситуацију у којој би инвеститори морали да одлуче који председник Феда, садашњи или будући, има највећу тежину у погледу одлука Федералног комитета за отворено тржиште (FOMC), главног комитета Федералних резерви за креирање политике.

## Приватни живот
Бесент живи у Чарлстону, Јужна Каролина, и припада Хугенотској цркви, верском удружењу чије су ширење његови преци подржали 1680. године. Бесент је отворено геј и оженио се бившим тужиоцем града Њујорка Џоном Фриманом 2011. године. Имају двоје деце.
Године 2016, Бесент је купио историјску кућу Џона Равенела, коју су наследили његов син Сент Жулијен Равенел и његова супруга Хариот Хори Равенел. Пројекат рестаурације зграде је 2021. године награђен наградом Каролополис Друштва за очување Чарлстона. Вила, позната као „Пинк палата“, налази се у улици Батери. У новембру 2024. године била је на продају за 22.250.000 долара. Од 10. децембра 2024. године, продаја је била у складу са уговором.
Бесентова нето вредност је најмање 521 милион долара, према његовом извештају о финансијској имовини од стране Канцеларије за владину етику САД од 28. децембра 2024. године.

### Чланство у одборима
Бесент је члан универзитетског савета Универзитета Јејл. Он и његова сестра су поклонили библиотеку Бесент Универзитету Јејл. Бесент је доделио три стипендије на Јејлу: једну за студенте који су прва генерација матураната на факултет, једну за студенте из Јужне Каролине и једну за студенте из Бронкса.
Бесент је председавао инвестиционим одбором и бивши је члан извршног одбора у управном одбору Универзитета Рокфелер. Раније је био члан управног одбора организације „God's Love We Deliver“, организације основане за испоруку оброка особама са сидом које су везане за кућу. Он је повереник Фондације за очување класичних америчких домова (преименоване у Фондацију Ричарда Хамптона Џенрета), и бивши члан управног одбора Сполето фестивала САД у Чарлстону, Јужна Каролина. Бесент је такође члан Савета за спољне односе.

### Филантропија
Бесент је отворио две фондације 2022. године и основао је Меклауд рехабилитациони центар у болници Шрајнерс за децу у Гринвилу, Јужна Каролина. Такође подржава Принчев траст у Лондону и Дечју зону Харлем у Њујорку. Подржао је рестаурацију куће Натанијела Расела, националног историјског споменика у Чарлстону.

## Даље читање
- Steven Drobny, "The Stock Operator: Scott Bessent,"

## СпољашЊе везе
- Шаблон:Commons Категорија-inline